# Oligotrichum aristatulum
Oligotrichum aristatulum är en bladmossart som beskrevs av Brotherus 1929. Oligotrichum aristatulum ingår i släktet Oligotrichum och familjen Polytrichaceae. Inga underarter finns listade i Catalogue of Life.